# Lorenzo Cain
Pour les articles homonymes, voir Cain (homonymie).
Lorenzo Lamar Cain, né le 13 avril 1986 à Valdosta (Géorgie) aux États-Unis, est un ancien joueur de champ extérieur de la Ligue majeure de baseball.
Il évolue de 2011 à 2017 pour les Royals de Kansas City. Il est élu joueur par excellence de la Série de championnat 2014 de la Ligue américaine et membre de l'équipe des Royals championne de la Série mondiale 2015. Il participe au match des étoiles et remporte un prix Fielding Bible pour son excellent jeu défensif en 2015.

## Carrière

### Les débuts
Après des études secondaires à la Madison County High School de Madison (Floride), Lorenzo Cain suit des études supérieures au Tallahassee Community College où il porte les couleurs des Eagles. Il est repêché le 7 juin 2004 par les Brewers de Milwaukee au 17e tour de sélection. Il signe son premier contrat professionnel le 24 avril 2005. 

### Ligues mineures
Cain passe cinq saisons en Ligues mineures au sein de l'organisation des Brewers. En 2005, il maintient une moyenne au bâton de,356 avec les AZL Brewers et est nommé joueur par excellence de la saison dans la Ligue de l'Arizona. Il joue ensuite pour les Brewers de Helena (Rk, 2005), le Power de la Virginie-Occidentale (A, 2006), les Manatees du comté de Brevard (A+, 2007-2008), les Huntsville Stars (AA, 2008), et les Sounds de Nashville (AAA, 2008). En 2009, Cain commence la saison sur la liste des joueurs blessés et il doit repasser par les AZL Brewers, les Timbers Rattlers du Wisconsin (A) et les Stars de Huntsville afin de revenir à la compétition progressivement. Même travail en première partie de la saison 2010 avec des apparitions avec les Stars de Huntsville et les Sounds de Nashville.

### Brewers de Milwaukee
Il fait ses débuts en Ligue majeure le 16 juillet 2010 pour les Brewers, alors qu'il est employé comme frappeur suppléant dans un match contre les Braves d'Atlanta. Le 18 juillet, toujours contre Atlanta, il réussit deux coups sûrs en deux présences au bâton. Son premier coup sûr en carrière est frappé aux dépens du lanceur des Braves Michael Dunn. Il réussit son premier circuit dans le baseball majeur le 26 septembre aux dépens d'Adalberto Mendez des Marlins de la Floride. En 43 matchs joués pour les Brewers, Cain présente une moyenne au bâton de ,306 avec un circuit, 13 points produits et 7 buts volés.

### Royals de Kansas City

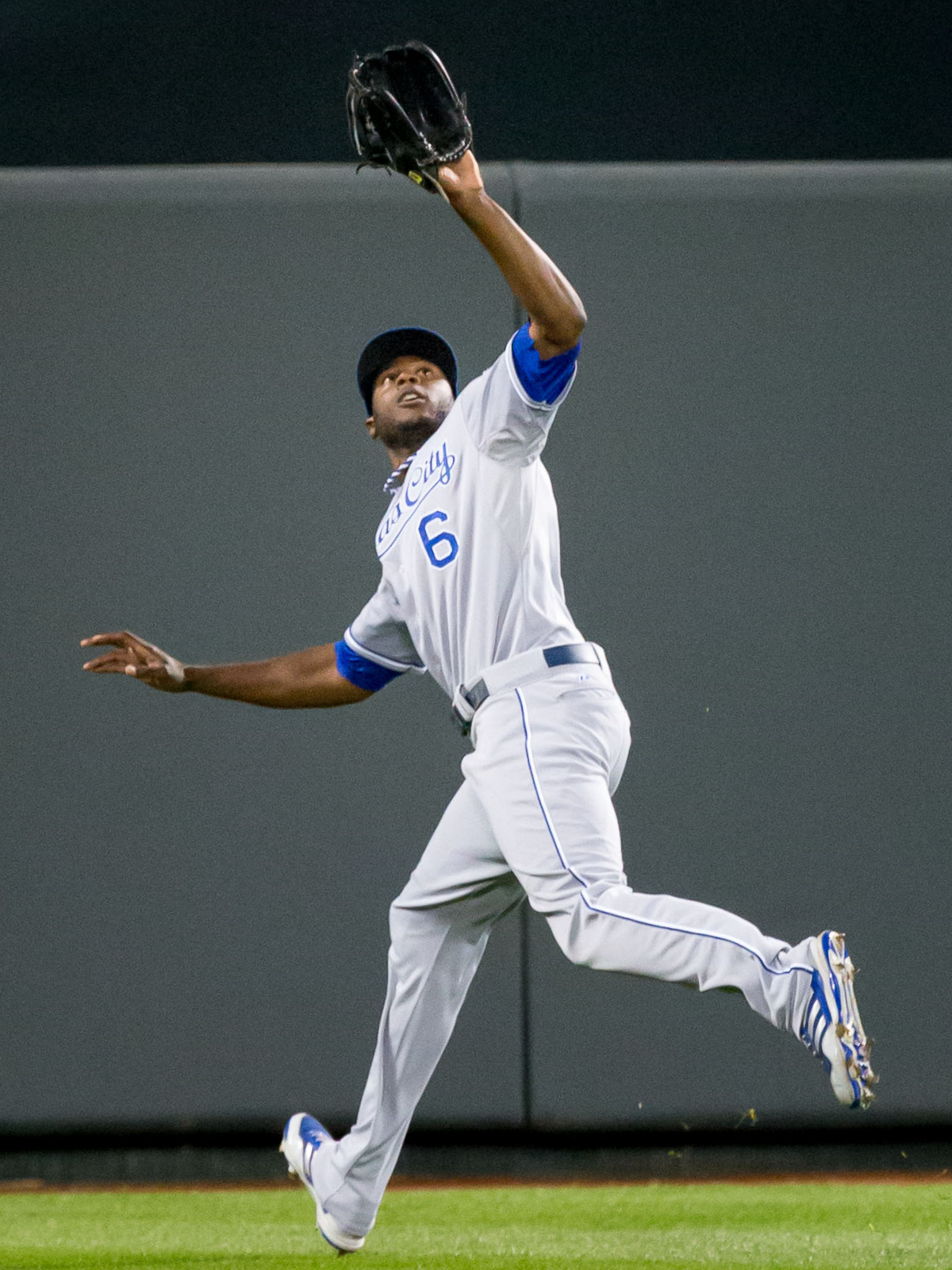
Lorenzo Cain en 2013 avec les Royals de Kansas City.

Le 18 décembre, Cain est inclus dans un échange impliquant plusieurs joueurs est officialisé. Cain, Jeremy Jeffress, Alcides Escobar et Jake Odorizzi rejoignent les Royals en retour de Zack Greinke et Yuniesky Betancourt au Brewers de Milwaukee.
Cain passe l'année dans les mineures avec le club-école d'Omaha en Triple-A . Il est rappelé pour Kansas City pour six matchs, au cours desquels il obtient six coups sûrs, marque quatre fois et produit un point.
Reconnu dès 2012 comme un voltigeur aux qualités défensives indéniables, Cain s'illustre particulièrement lors des séries éliminatoires de 2014, où il multiplie les jeux et attrapés spectaculaires au champ extérieur,,. Il maintient une moyenne au bâton de ,339 et une moyenne de présence sur les buts de ,397 avec 13 points marqués et 8 points produits durant les éliminatoires qui se terminent sur la défaite des Royals en Série mondiale 2014. Il est nommé joueur par excellence de la Série de championnat de la Ligue américaine grâce à 8 coups sûrs, dont deux doubles, en 15 présences au bâton pour une moyenne de .533 en 4 parties contre Baltimore. Il ajoute ensuite 6 simples, deux doubles, quatre points marqués et autant de points produits dans les 7 matchs de Série mondiale contre San Francisco.
Le 25 avril 2015, il est suspendu deux matchs à la suite d'une bagarre survenue lors d'un match le 23 avril contre les White Sox de Chicago.
Il connaît sa meilleure saison en 2015 alors qu'il établit de nouveaux records personnels avec 169 coups sûrs, 16 circuits, 101 points marqués, 72 points produits, 34 doubles et 6 triples, en plus d'égaler son total de buts volés (28) de la saison 2014 et d'élever sa moyenne au bâton à ,307 et sa moyenne de présence sur les buts à ,361. Invité pour la première fois au match des étoiles, Cain mène les Royals en 2015 pour les points marqués, les buts volés et la moyenne au bâton. Il termine 3e du vote de fin d'année désignant le joueur par excellence de la Ligue américaine, derrière Josh Donaldson et Mike Trout.
Le 19 octobre 2015, dans le 3e match de la Série de championnat 2015 de la Ligue américaine contre Toronto, Cain établit un nouveau record de franchise des Royals en réussissant au moins un coup sûr dans un 12e match éliminatoire de suite. La séquence amorcée lors de la 4e rencontre de la Série mondiale 2014 éclipse l'ancien record de 11 établi par Amos Otis durant les éliminatoires de 1978 et 1980.
Avec 6 buts volés durant les éliminatoires 2015, Cain établit le nouveau record des Royals en une année lors des matchs d'après-saison, dépassant le total de 5 atteint par Amos Otis en 1978, Willie Wilson en 1985 et Alex Gordon en 2014.

### Retour à Milwaukee
Le 26 janvier 2018, Lorenzo Cain avec les Brewers de Milwaukee pour 5 ans et 80 millions de dollars, une nouvelle somme record pour un joueur de ce club.

## Statistiques
| Saison | Équipe      | G   | AB   | R   | H   | 2B  | 3B | HR | RBI | SB  | BA    |
| ------ | ----------- | --- | ---- | --- | --- | --- | -- | -- | --- | --- | ----- |
| 2010   | Milwaukee   | 43  | 147  | 17  | 45  | 11  | 1  | 1  | 13  | 7   | 0,306 |
| 2011   | Kansas City | 6   | 22   | 4   | 6   | 1   | 0  | 0  | 1   | 0   | 0,273 |
| 2012   | Kansas City | 61  | 222  | 27  | 59  | 9   | 2  | 7  | 31  | 10  | 0,266 |
| 2013   | Kansas City | 115 | 399  | 54  | 100 | 21  | 3  | 4  | 46  | 14  | 0,251 |
| 2014   | Kansas City | 133 | 471  | 55  | 142 | 29  | 4  | 5  | 53  | 28  | 0,301 |
| 2015   | Kansas City | 140 | 551  | 101 | 169 | 34  | 6  | 16 | 72  | 28  | 0,307 |
| 2016   | Kansas City | 103 | 397  | 56  | 114 | 19  | 1  | 9  | 56  | 14  | 0,287 |
| 2017   | Kansas City | 155 | 584  | 86  | 175 | 27  | 5  | 15 | 49  | 26  | 0,300 |
| 2018   | Milwaukee   | 141 | 539  | 90  | 166 | 25  | 2  | 10 | 38  | 30  | 0,308 |
| Totaux | Totaux      | 897 | 3332 | 490 | 976 | 176 | 24 | 67 | 359 | 157 | 0,293 |

Note : G = Matches joués ; AB = Passages au bâton; R = Points ; H = Coups sûrs ; 2B = Doubles ; 3B = Triples ; 
HR = Coup de circuit ; RBI = Points produits ; SB = Buts volés ; BA = Moyenne au bâton.